# 広厳寺 (山県市)

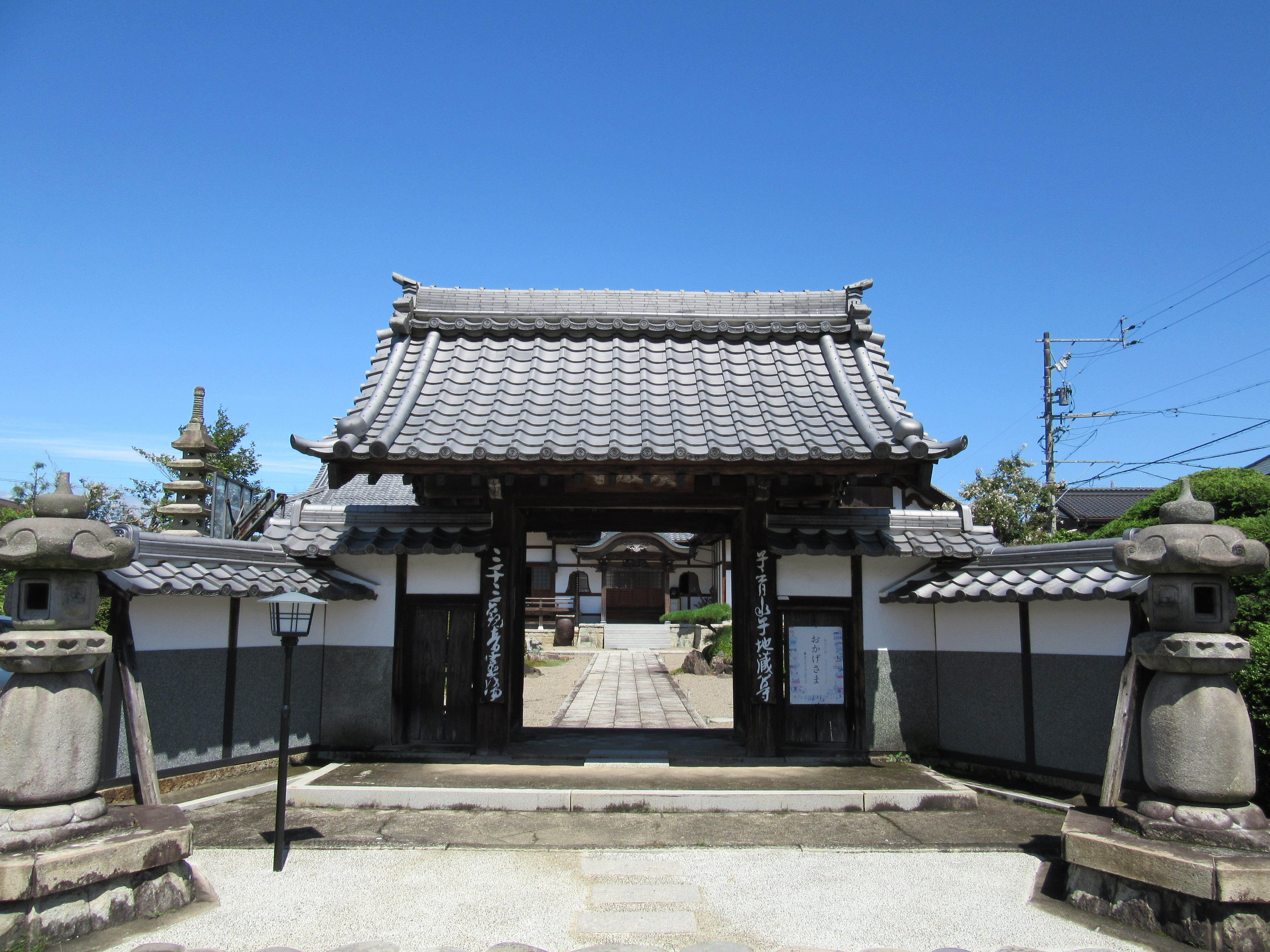
広厳寺山門

広厳寺（こうごんじ）は、岐阜県山県市にある臨済宗妙心寺派の寺院。

## 概要
本尊は薬師如来。開山は淳岩。開基は鷲見直保・保光。

## 札所
- 美濃三十三観音霊場第10番札所